# Idioma paraguano

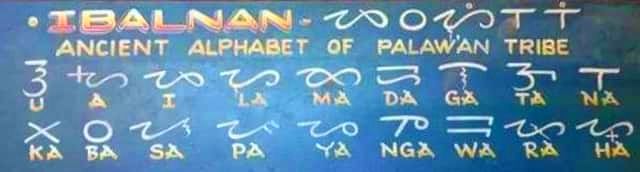
Alfabeto índico paraguano

El paraguano es un idioma perteneciente a las lenguas paragüeñas. Se habla en la provincia filipina de Las Paraguas y es la lengua materna del pueblo paraguano. Según el censo de 2010, tiene 97 620 hablantes.
Se escribe en la escritura tagbanuá, una escritura índica.